# Каменский педагогический колледж (Каменск-Шахтинский)
Каменский педагогический колледж — государственное бюджетное образовательное учреждение среднего профессионального образования в городе Каменск-Шахтинский Ростовской области, одно из старейших учебных заведений на юге России.
Полное название «Государственное бюджетное образовательное учреждение среднего профессионального образования Ростовской области „Каменский педагогический колледж“».

## История

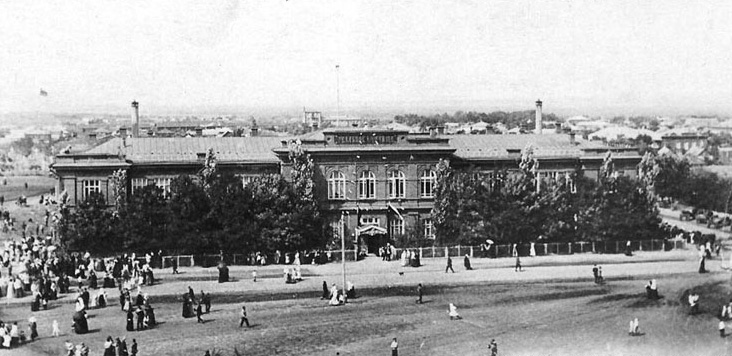
Реальное училище (ныне педколледж)

Здание колледжа является одним из старинных зданий города и существует с дореволюционного времени.
Учебное заведение ведёт свою историю с 1915 года, когда решением земских властей в станице Каменской была открыта учительская семинария. Затем она была преобразована в реальное училище.
В 1920-е годы подготовка учителей осуществлялась в рамках двухгодичных педагогических курсов, на основе которых в 1925 году открылся Каменский педагогический техникум.
В 1937 году техникум был переименован в педагогическое училище, которое с 1992 года приобрело статус колледжа.
Каменское реальное училище окончил донской казак и поэт Николай Николаевич Туроверов (1899—1972).
С 1922 по 1938 годы в колледже работал художник-передвижник Яков Данилович Минченков (1871—1938).
В годы Гражданской войны в этом здании размещался штаб 9-й Армии РККА.

Памятные доски на здании колледжа
Штаб 9-й Армии РККА
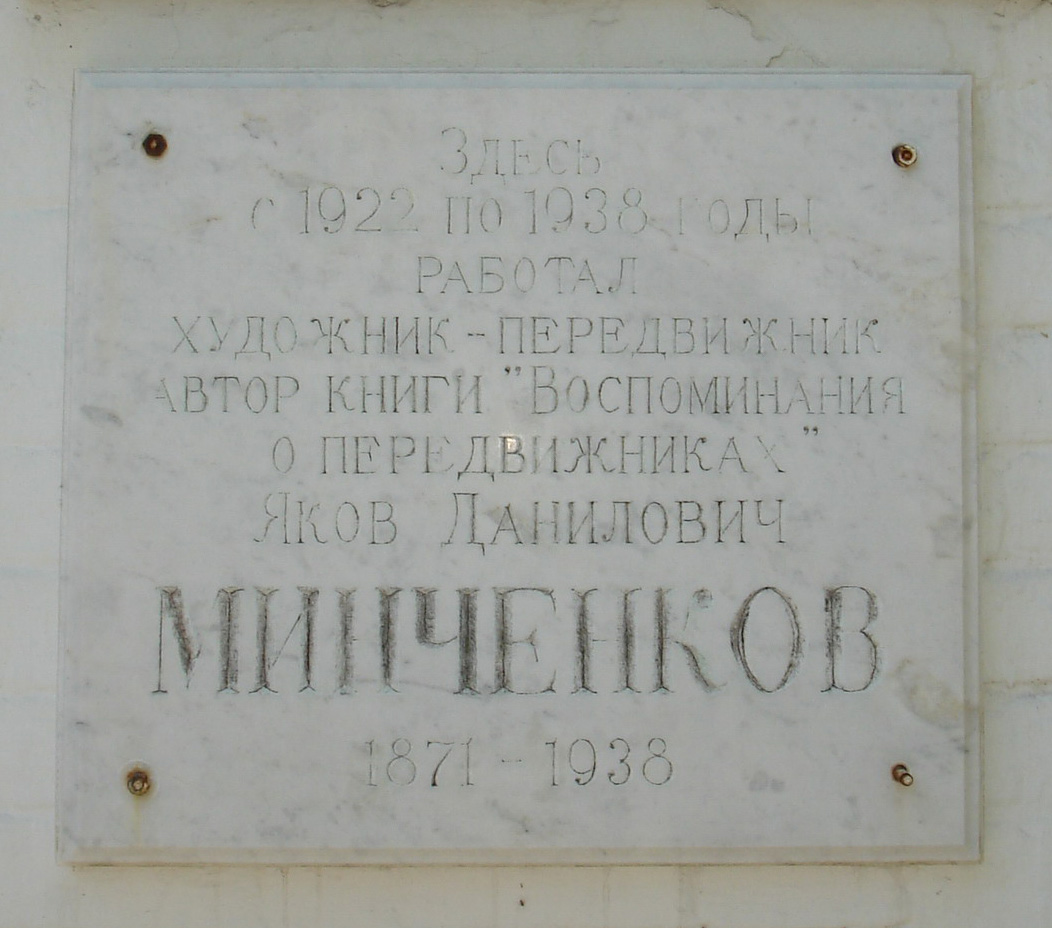
Минченкову Я. Д.
Туроверову Н. Н.

## Деятельность
Колледж расположен в трех учебных корпусах и располагает благоустроенным общежитием, в котором выделены места для иногородних учащихся. Подготовку студентов в колледже осуществляют 87 преподавателей.

## Руководство
- Директор — Гайдаенко Наталья Александровна[4], выпускница этого учебного заведения.
- Заместитель директора по учебной работе — Казначеевская Анастасия Михайловна
- Заместитель директора по учебно-производственной работе — Рыкова Ирина Александровна
- Заместитель директора по учебно-методической работе — Звездунова Галина Викторовна, кандидат педагогических наук, доцент, «Почётный работник среднего профессионального образования».
- Заместитель директора по административно-хозяйственной части — Вислова Оксана Михайловна.
- Заместитель директора по воспитательной работе — Юрьев Александр Анатольевич, «Почётный работник среднего профессионального образования».

## Известные выпускники
- Елисеев, Андрей Александрович[5] — заместитель начальника ЦПП ГУВД по Ростовской области.
- Лознова, Ирина Юрьевна[6] — учительница.
- Сычёв, Александр Михайлович[7] — художник.
- Цветков, Виктор Иванович — художник.